# 4-Carboxibenzaldeído
4-Carboxibenzaldeído (CBA), também chamado de ácido 4-formilbenzoico, ácido benzaldeido-4-carboxílico ou ácido tereftaldeídico, é um composto orgânico com a fórmula OCHC6H4CO2H. Consiste de um anel benzeno substituído tanto com um grupo funcional aldeído e um ácido carboxílico. Este composto é formado num rendimento de 0,5% na produção de ácido tereftálico a partir do p-xileno. Dado que aproximadamente 40 milhões de toneladas de ácido tereftálico são produzidos por ano, CBA é um produto químico relativamente de grande escala.
É solúvel em água, metanol, DMSO, éter etílico e clorofórmio.
É classificado com o número de registro Beilstein 471734, o número EC 210-607-4, número  MDL MFCD00006951 e CBNumber CB7702071. É uma substância irritante.